# クロトーポス
クロトーポス（古希: Κρότωπος, Krotōpos, 英: Crotopus）は、ギリシア神話の人物である。長母音を省略してクロトポスとも表記される。パウサニアースによるとダナオス以前のアルゴス王の1人で、イーアソスの兄弟のアゲーノールの息子、ステネラースとプサマテーの父、ゲラノールの祖父。イーアソスに次いでアルゴスの王位を継いだ。アルゴス市内にはクロトーポス王の墓があった。
娘プサマテーはアポローンの子リノスを産んで捨てたが、赤子はクロトーポスの家畜の番犬に喰い殺された。アポローンは怒って怪物ポイネーをアルゴスに送ったが、コロイボスによって退治された。